# Maxime David
Pour les articles homonymes, voir Maxime David (philosophe).
Maxime David, né le 18 août 1798 à Châlons-en-Champagne et mort le 23 septembre 1870 à Paris, est un peintre français.

## Biographie
Maxime David est le fils de Louis Jean Marie Baptiste David, et de Françoise Henriette Hurault de Sorbée.
Il épouse en 1832, Louise Armande Lydie Carnot.
Élève de Mme de Mirbel, il expose au Salon de 1836 à 1870.
Il obtient une médaille de troisième classe en 1835, deuxième classe l'année suivante ainsi qu'en 1848, et la médaille de première classe en 1851. Au Salon de Bruxelles de 1842, il obtient une médaille de vermeil pour les dix miniatures qu'il a exposées.
Il devient chevalier de la Légion d'honneur en 1851, Chevalier dans l'Ordre de Léopold (1853), décoré dans l'Ordre du Médjidié en 5e classe (1860).
Il meurt à Paris à l'âge de 72 ans.

## Œuvres

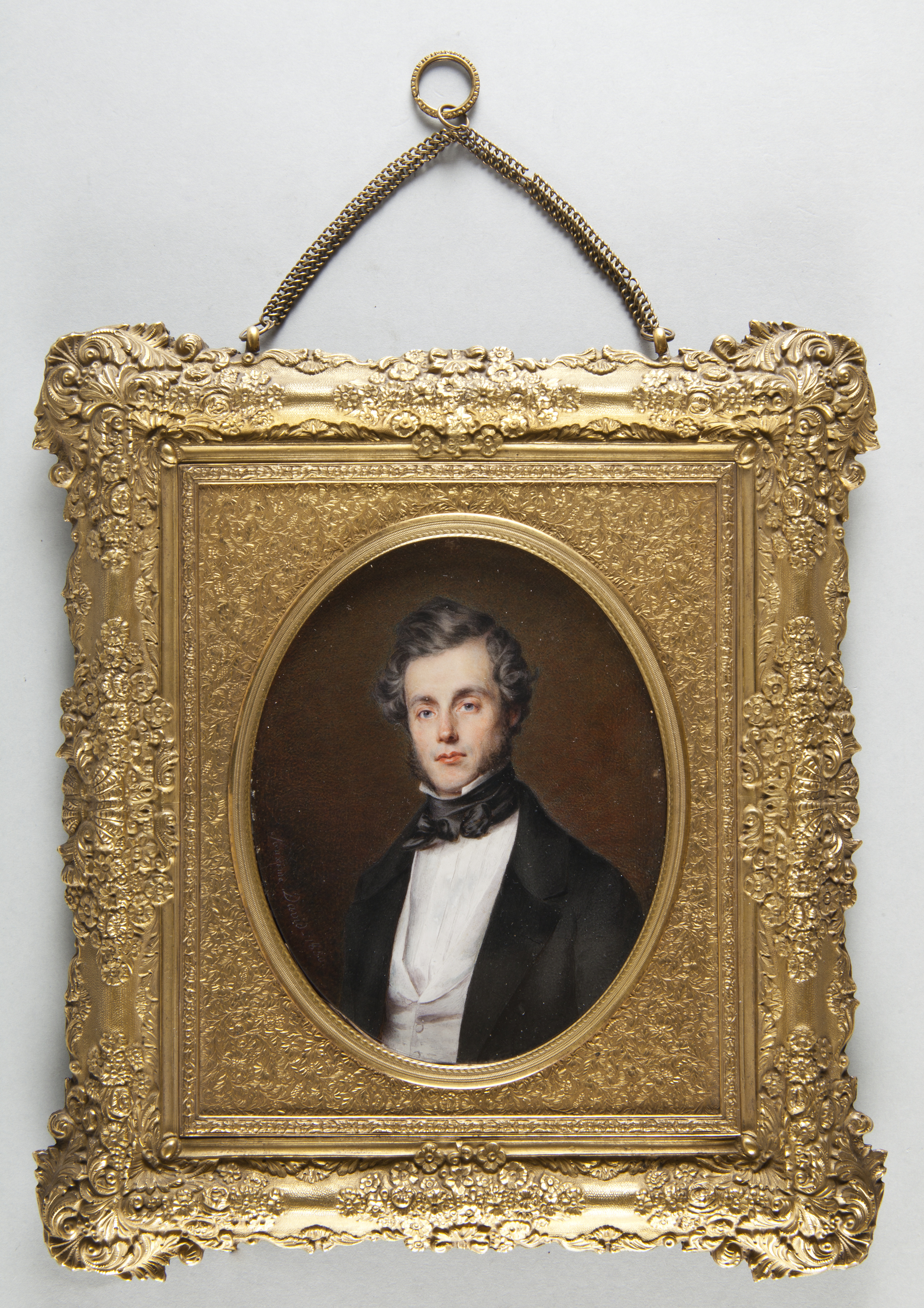
Portrait de Léonard Joseph Léon Faucher, 1850.
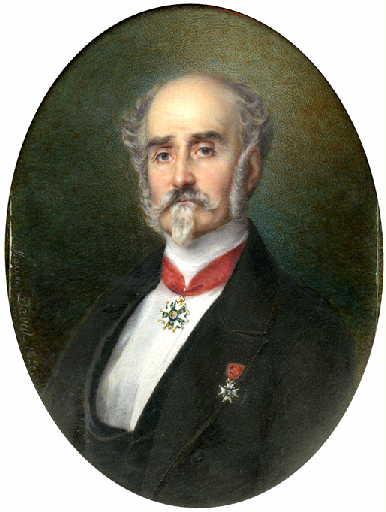
Portrait de Louis Marie Charles Hurault de Sorbée, 1850.

## Honneur
Maxime David est :
- Chevalier de l'ordre de Léopold (Belgique, 1er novembre 1851)[6].

## Prix Maxime-David
Prix annuel, de quatre cents francs, destiné à récompenser l'auteur de la meilleure des miniatures présentées aux Expositions nationales des Beaux-Arts.

### Lauréats
Liste non-exhaustive des peintres récompensés :
- 1889 : Thérèse Pomey (1)
- 1890 : Thérèse Pomey (2)
- 1891 : Caroline Baily
- 1892 : Hortense Richard
- 1893 : Jeanne Contal
- 1894 : Gabrielle Debillemont
- 1895 : Marie Louise Chauchefoin
- 1896 : Marguerite Pinès de Merbitz
- 1897 : Marie Louise Richard
- 1998 : Marguerite Delaroche
- 1899 : Cécile Dechaussé (d)
- 1900 : Andrée Lenique
- 1901 : Jeanne Adèle Burdy (1)
- 1902 : Juliette L'Antoine
- 1903 : Marie Laforge
- 1904 : Berthe Matrod-Desmurs
- 1905 : Laurence Delobel-Faralicq
- 1906 : Antonine Odérieu
- 1907 : Jeanne Adèle Burdy (2)
- 1908 : Mme Bernier
- 1909 : Eugénie Gruyer-Brielman
- 1910 : Jane Lévy
- 1911 : Louise-Berthe Maley
- 1912 : Madeleine-Suzanne Jacqueline
- 1913 : Antoine Marie Edmond de Vernisy
- 1914 : Alice Bastide (1)
- 1921 : Alice Bastide (2), Mlle Martinet, et Mlle Rehn
- 1922 : Mme Rivière-Janin et Odette Pauvert
- 1924 : Marguerite Pauvert et Valentine Guillet
- 1927 : M. Renders (1)
- 1928 : M. Renders (2)
- 1929 : Yvonne Lévy-Engelmann (1) et M. Richard
- 1931 : Yvonne Lévy-Engelmann (2)
- 1932 : Charline Abbeille et Marguerite Richard-Dumazeau
- 1933 : Jeanne Richard-Vergne
- 1934 : Paule Hélène Dariel-Ducrot
- 1935 : Mme Delarozière
- 1936 : Mlle Burel
- 1937 : Jacqueline Hubert
- 1939 : Mme Zaborowska
- 1940 : M. Renders
- 1970 : Gilberte Bracq-Guillabert